# Пјанделаготи (Модена)
Пјанделаготи је насеље у Италији у округу Модена, региону Емилија-Ромања.
Према процени из 2011. у насељу је живело 166 становника. Насеље се налази на надморској висини од 1221 м.